# Kneecap
Kneecap é um filme de comédia dramática de 2024, escrito e dirigido por Rich Peppiatt, retratando a ascensão do Kneecap, um trio de hip-hop irlandês de Belfast, Irlanda do Norte. O filme é estrelado pelos membros da banda como eles mesmos, com Josie Walker, Fionnuala Flaherty, Jessica Reynolds, Adam Best, Simone Kirby e Michael Fassbender em papéis coadjuvantes.
Kneecap estreou no Festival de Cinema de Sundance de 2024 em 18 de janeiro, o primeiro filme em língua irlandesa a fazê-lo, onde ganhou o NEXT Audience Award. Sua estreia irlandesa na 36ª edição do Galway Film Fleadh, ganhou o prêmio de Melhor Filme Irlandês, o Prêmio do Público e o Prêmio de Longa-Metragem em Língua Irlandesa. O filme foi lançado em 2 de agosto de 2024 nos Estados Unidos pela Sony Pictures Classics, em 8 de agosto de 2024 na Irlanda e no Reino Unido em 23 de agosto, pela Wildcard Distribution e Curzon Film, respectivamente. Foi selecionado como a entrada irlandesa para o Oscar de Melhor Longa-Metragem Internacional no 97º Oscar.

## Enredo
No final da década de 2010, Liam Ó Hannaidh e Naoise Ó Cairealláin fazem parte da "geração do cessar-fogo" que vive no bairro Gaeltacht de West Belfast. Enquanto cresciam, eles aprenderam a falar irlandês com o pai de Naoise, Arlo. Arlo é um ex -paramilitar republicano que fingiu sua morte para escapar das autoridades britânicas. Como resultado, sua esposa, Dolores, tornou-se uma reclusa enquanto Arlo vive escondido e está decepcionado com o estilo de vida hedonista e a falta de iniciativa de seu filho.

## Elenco
- Liam Óg "Mo Chara" Ó Hannaidh como ele mesmo
- Naoise "Móglaí Bap" Ó Cairealláin como ele mesmo
- JJ "DJ Próvaí" Ó Dochartaigh como ele mesmo
- Josie Walker como Detective Ellis
- Fionnuala Flaherty como Caitlin
- Jessica Reynolds como Georgia
- Adam Best como  Doyle
- Simone Kirby como Dolores Ó Cairealláin
- Michael Fassbender como Arlo Ó Cairealláin
- Marty Maguire como PSNI Officer

## Produção
Jack Tarling e Trevor Birney produzem para Mother Tongues e Fine Point Films, respectivamente. Rich Peppiatt escreveu e dirigiu o filme apesar de não ser um falante de irlandês. Para Peppiatt, marca sua estreia na direção de longas-metragens, tendo dirigido anteriormente o videoclipe do single da banda, "Guilty Conscience". A própria banda é escalada para o filme em suas estreias como atriz. Eles aparecem ao lado de atores irlandeses experientes, como Michael Fassbender, Josie Walker e Simone Kirby. As filmagens ocorreram em Belfast em maio de 2023.

## Trilha sonora
O álbum da trilha sonora do filme foi lançado digitalmente em 30 de agosto de 2024, apresentando faixas de Kneecap, Bicep, Fontaines DC e Orbital, bem como música incidental de Michael "Mikey J" Asante e trechos de diálogos do filme. O álbum está programado para ser lançado em CD e vinil em 28 de fevereiro de 2025. O filme também apresenta músicas do Prodigy. "Sick in the Head" foi pré-selecionado no 97º Oscar na categoria de Melhor Canção Original.

## Lançamento
O filme estreou na seção Next do Festival de Cinema de Sundance, o primeiro filme em língua irlandesa a fazê-lo, em 18 de janeiro de 2024. Antes, a Sony Pictures Classics adquiriu os direitos de distribuição para a América do Norte, América Latina, Europa Oriental, Turquia e Oriente Médio para o filme. O filme não está sendo exibido em Israel como um protesto contra o conflito em curso na Palestina. Kneecap, conhecido por sua forte postura pró-palestina, tomou essa decisão para se alinhar à sua defesa dos direitos palestinos.  A Sony Pictures Classics posteriormente agendou o filme para um lançamento nos cinemas nos Estados Unidos em 2 de agosto de 2024. O filme também estava programado para ser o filme de abertura na edição de Londres do Sundance em 6 de junho de 2024 e foi lançado no Reino Unido e na Irlanda em agosto de 2024.
O filme foi selecionado para o MAMI Mumbai Film Festival 2024 na seção Cinema Mundial.